# Vápenná
Vápenná település Csehországban, a Jeseníki járásban. Vápenná Skorošice, Lipová-lázně, Žulová, Česká Ves, Stará Červená Voda és Černá Voda településekkel határos. Lakosainak száma 1183 fő (2024. január 1.).

## Népesség
A település lakosságának változását az alábbi diagram mutatja:
| Lakosok száma | 2058 | 2516 | 2475 | 1311 | 1338 | 1219 | 1333 | 1319 | 1135 | 1183 |
|               | 1869 | 1900 | 1921 | 1961 | 1980 | 2011 | 2016 | 2019 | 2021 | 2024 |